# 2007 في أنغولا

الأحداث من عام 2007 في  أنغولا.

## في السلطة
- الرئيس : خوسيه إدواردو دوس سانتوس
- رئيس الوزراء فرناندو دا بيدادي دياس دوس سانتوس
- رئيس الجمعية الوطنية : روبرتو فيكتور دي ألميدا

## أحداث

### يونيو
- 28 يونيو: تحطمت طائرة من طراز بوينج 737 تابعة لشركة الخطوط الجوية الأنغولية في شمال أنغولا مما أسفر عن مقتل خمسة ركاب على الأقل في نفس اليوم الذي حظر فيه الاتحاد الأوروبي شركة الطيران من دخول المجال الجوي الأوروبي. [1]

### أغسطس
- 21 أغسطس: تتفاوض حكومتا أنغولا وجمهورية الكونغو الديمقراطية حول خط يحدّد حقوق كل دولة في البترول في المحيط الأطلسي. من المتوقع أن تحصل جمهورية الكونغو الديمقراطية على حقوق التنقيب عن مليارات البراميل غير المستغلة من النفط. [2]

### سبتمبر
- 21 سبتمبر: الشرطة الأنغولية تعتقل جومو غبومو، رئيس حركة تحرير دلتا النيجر، وهي منظمة متمردة في نيجيريا .

## وفيات
- 2 أغسطس: هولدن روبرتو، 84 عامًا، مؤسس وزعيم الجبهة الوطنية لتحرير أنغولا (1962-1999)، بعد مرض طويل.